# ليويشام ديبتفورد (دائرة انتخابية في المملكة المتحدة)
ليويشام، ديبتفورد  (بالإنجليزية: Lewisham Deptford)‏ هي إحدى الدوائر الانتخابية في المملكة المتحدة الممثلة في مجلس العموم في برلمان المملكة المتحدة.
عضو البرلمان الذي يمثلها حالياً هو :Joan Ruddock (Lab).